# Пограничные сторожевые корабли типа «Киров»
«Киров» I поколения и «Дзержинский» I поколения — пограничные сторожевые корабли (ПСКР) пограничной охраны НКВД, вступившие в строй в 1935 году.

## История
К середине 1930-х годов на Дальнем Востоке практически не было боевого флота, а морские пограничные силы насчитывали несколько старых вооружённых судов. В связи с этим руководство СССР решили усилить Дальневосточный театр военных действий (ТВД) новыми кораблями, в том числе они должны были появится и в составе морпогранохраны НКВД СССР. Но советские судоверфи были неспособны быстро построить несколько сторожевиков с хорошими мореходными качествами. В связи с чем заказ на два ПСКРа был выдан итальянской судостроительной верфи концерна Ансальдо. По условиям контракта она должна была построить корабли, и своими силами, без установки на них вооружения, перегнать на Дальний Восток, где их примут уже советские экипажи. 27 октября 1934 года «Киров» и «Дзержинский» ушли из Италии и 11 декабря 1934 года прибыли во Владивосток, где и были вооружены. ПСКР «Киров» I поколения и ПСКР «Дзержинский» I поколения вступили в строй морпогранохраны НКВД СССР в 1935 году. В годы Великой Отечественной войны ПСКР «Киров» и ПСКР «Дзержинский» находились в оперативном подчинении Тихоокеанского флота (ТОФ) Военно-Морского Флота СССР (ВМФ СССР).
ПСКР «Киров» в годы Великой Отечественной войны находился в оперативном подчинении Петропавловской военно-морской базы ТОФ ВМФ СССР. Участвовал в Курильской десантной операции.
ПСКР «Киров» 17 сентября 1945 года, за участие в Курильской десантной операции награжден орденом Красного Знамени. В 1960 году ПСКР «Киров» переклассифицирован в плавучую казарму ПКЗ-89. Исключён из состава МЧПВ в 1966 году.
Характеристики ПСКР «Киров»: водоизмещение стандартное 810 тонн, водоизмещение полное 1161 тонн. Размерения 80 х 8.2 х 3.1 меров. Судовая энергетическая установка (ГЭУ) дизельная, 4800 л.с. Скорость 20 узлов. Вооружение: 3 х 102 мм , 4 х 45 мм, 2 х 12.7 мм пулемета, 2 бомбомета, 10 больших и 35 малых глубинных бомб, 24 якорные мины. Экипаж 120 человек.
Первый сторожевой корабль «Дзержинский» (ПСКР «Дзержинский» I поколения) в качестве корабля огневой поддержки принимал участие в Курильской десантной операции и в ликвидации гарнизонов противника на островах Курильской гряды, и в 1945 году и «за доблесть и мужество, проявленные его экипажем, награжден Орденом Красного знамени». По существующей традиции, имя корабля «Дзержинский» и Орден Красного знамени были переданы новому пограничному сторожевому кораблю.
После списания корабля «Дзержинский» I поколения его имя было присвоено пограничному сторожевому кораблю проекта 264А, служившему на Камчатке с 1959 по 1984 годы. С 19 мая 1985 года по настоящее время ПСКР «Дзержинский» III поколения проекта 1135 несет службу по охране государственной границы и экономической зоны Российской Федерации у побережья Камчатки, Чукотки и островов Курильской гряды, в Беринговом и Охотском морях.

## Представители проекта
| Наименование          | Судоверфь | Закладка       | Спуск на воду    | Вступление в строй | Исход                                                        |
| --------------------- | --------- | -------------- | ---------------- | ------------------ | ------------------------------------------------------------ |
| Киров ("ПСК-2")       | Ансальдо  | 8 февраля 1933 | 18 августа 1934  | 1935               | В 1960-х гг. был плавказармой ПКЗ-89.                        |
| Дзержинский ("ПСК-1") | Ансальдо  | 8 февраля 1933 | 16 сентября 1934 | 19 августа1935     | В 1961 г. в шторм выброшен на остров Шикотан, где и остался. |

Всё по